# Rita Gorr
Rita Gorr, född Marguerite Geirnaert 18 februari 1926 i Zelzate nära Gent, död 22 januari 2012 (85 år)  i Dénia, provinsen Alicante, Spanien, var en belgisk mezzosopran. 
Gorr debuterade 1952 i Paris. 1958 sjöng hon första gången i Bayreuth och på Metropolitan 1962. I juni och juli 2007 sjöng hon Tjajkovskijs Spader Dam och tog därmed vid 81 års ålder avsked av scenlivet.